# Tipula luctuosa
Tipula luctuosa är en tvåvingeart som beskrevs av Mannheims 1964. Tipula luctuosa ingår i släktet Tipula och familjen storharkrankar. Inga underarter finns listade i Catalogue of Life.